# Beaumont Palace

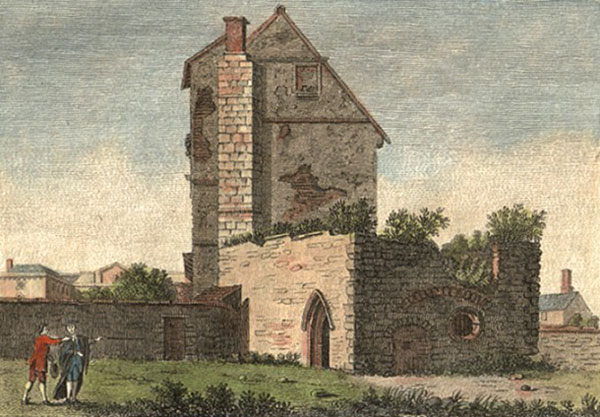
Beaumont Palace 1785

Beaumont Palace ist ein ehemaliges Schloss vor den Toren der Stadt Oxford in der englischen Grafschaft Oxfordshire. König Heinrich I. ließ den Palast vor dem Westtor der Stadt um 1130 in ihm angenehmer Nähe zu seinem Jagdschloss in Woodstock (heute Teil des Parks von Blenheim Palace) errichten. Heute ist an einem Pfeiler auf der Nordseite der Beaumont Street, in der Nähe der Einmündung der Walton Street, ein Stein mit der Inschrift Near to this site stood the King's Houses later known as Beaumont Palace. King Richard the Lionheart was born here in 1157 and his brother John in 1167. (dt.: In der Nähe standen die Häuser des Königs, die später Beaumont Palace genannt wurden. Richard Löwenherz wurde hier 1157 geboren und sein Bruder Johann [Ohneland] 1167.) „King's House“ war der Flügel des Palastes, in dem sich die Gemächer des Königs befanden.

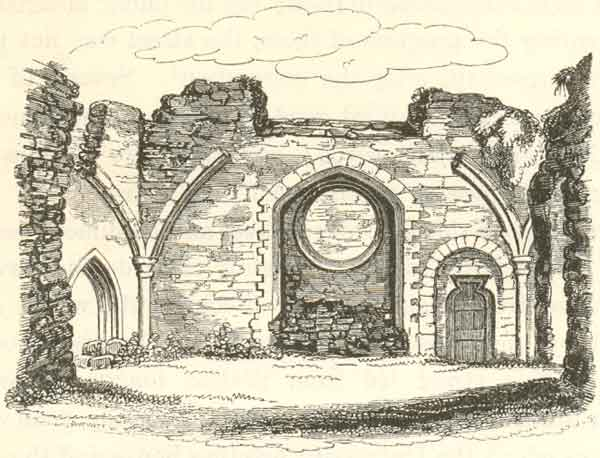
Skizze der Ruinen (um 1800)

Ostern 1133 zog König Heinrich mit großem Pomp in die Nova Aula, seinen neuen Rittersaal, ein und feierte die Geburt seines Enkels, dem späteren König Heinrich II. Eduard I. war der letzte König, der offiziell im Beaumont Palace weilte. 1275 gab er ihn an einen italienischen Rechtsgelehrten, Francesco Accorsi, der für ihn diplomatische Missionen erfüllt hatte. Man sagt, dass Eduard II., der  1314 in der Schlacht von Bannockburn in die Flucht geschlagen wurde, die Jungfrau Maria anrief und gelobte, ein Karmeliterkloster zu stiften, wenn er sicher fliehen könnte. In Erfüllung dieses Versprechens überschrieb er 1318 Beaumont Palace den Karmelitern (White Friars).
1318 begann im Palast die Affäre um John Deydras, in der ein Hochstapler, der angab, der rechtmäßige König von England zu sein, den Palast für sich beanspruchte. John Deydras wurde schließlich wegen Insubordination hingerichtet.
Als die White Friars bei der Reformation aufgelöst wurden, wurde der größte Teil der Gebäude abgerissen und die Steine zum Bau der Christ Church und des St John’s College verwendet. Eine Gravierung aus dem Jahr 1785 zeigt die Überreste von Beaumont Palace, deren letzte Teile beseitigt wurden, als 1829 die Beaumont Street gebaut wurde.